# Visual Sciences
Visual Science – szkocki producent gier komputerowych działający w latach 1993–2006.

## Historia
Studio zostało założone w 1993 r. przez Russella Kaya (twórcę Lemmingów) oraz Dave’a Leesa. Ich produktami były m.in. konsolowe porty gier z serii F1 wydawanej przez EA Sports; port Lemmingów na wczesne systemy Windows, oraz Grand Theft Auto na pierwsze PlayStation. Ściśle współpracowało z takimi wydawcami jak Electronic Arts, Take 2 Interactive oraz Psygnosis.
W 2004 r. pojawiły się informacje o możliwym udziale studia przy produkcji EA Los Angeles GoldenEye: Rogue Agent; zaś Russell Kay poinformował o planach sprzedaży akcji firmy w ciągu trzech lat.
W styczniu 2005 Tim Christian został oficjalnie CEO firmy, po tym, jak wykupił większość akcji firmy, zaś Russell Kay stanął na stanowisku CTO (dyrektora technicznego)
W lutym 2006 r. prezes zarządu firmy, Tim Christian zapowiedział złożenie pozwu przeciwko VU Games, które jego zdaniem bezpodstawnie zerwało umowę, co miało odbić się na kondycji finansowej studia, w konsekwencji zmuszając ją do ogłoszenia upadłości i zwolnieniu blisko 100 pracowników.
Część byłych pracowników studia przeszło do Cohort Studios

## Wyprodukowane gry
| Tytuł                             | Rok  | Wydawca                            | Platforma                                 | Uwagi |
| --------------------------------- | ---- | ---------------------------------- | ----------------------------------------- | --- |
| FIFA International Soccer         | 1994 | EA Sports                          | Amiga                                     | |
| Lemmings                          | 1995 | Psygnosis                          | Windows 3.1; Windows 95                   | |
| Lemmings Paintball                | 1996 | Psygnosis                          | Microsoft Windows; PlayStation; Macintosh | |
| Myst                              | 1996 | Psygnosis                          | PlayStation                               | |
| Sentient                          | 1997 | Psygnosis                          | Microsoft Windows; Sega Saturn            | Wersja na Segę Saturn nigdy nie ujrzała światła dziennego, gdyż THQ zrezygnowało z dystrybucji gier na konsole Segi. |
| Grand Theft Auto                  | 1997 | Take 2 Interactive; Rockstar Games | PlayStation                               | |
| F1 Formula One 98                 | 1998 | EA Sports                          | PlayStation                               | |
| Expert Pool                       | 1999 | Psygnosis                          | Windows 95                                | |
| F1 2000                           | 2000 | EA Sports                          | PlayStation                               | |
| F1 Championship Season 2000       | 2000 | EA Sports                          | PlayStation                               | |
| F1 2001                           | 2001 | EA Sports                          | PlayStation 2; Xbox                       | |
| F1 2002                           | 2002 | EA Sports                          | Xbox; PlayStation 2; GameCube             | |
| Formula 1:Career Challenge        | 2003 | EA Sports                          | PlayStation 2                             | |
| Medal of Honor: Rising Sun        | 2003 | Electronic Arts                    | PlayStation 2                             | |
| Harry Potter: Quidditch World Cup | 2003 | Electronic Arts                    | PlayStation 2                             | |
| Fight Club                        | 2004 | VU Games                           | PlayStation 2                             | |

## Anulowane gry
| Tytuł         | Rok  | Wydawca           | Platforma                              | Uwagi                                                              |
| ------------- | ---- | ----------------- | -------------------------------------- | ------------------------------------------------------------------ |
| Wiz’n’liz     |      | Psygnosis         | SNES                                   |                                                                    |
| Carmageddon 4 | 2005 | Eidos Interactive | Xbox; Microsoft Windows; PlayStation 2 | Prace nad grą trwały co najmniej 2 lata. Miała być remakiem serii. |